# Federação Portuguesa da Ordem Maçónica Mista Internacional Le Droit Humain
A Ordem Maçónica Mista Internacional "Le Droit Humain" normalmente designada como "O Direito Humano" em português, "Le Droit Humain" ou "Droit Humain" internacionalmente, é uma Obediência maçónica universal que se constituiu pelo esforço conjunto de Maria Deraismes e Georges Martin bem como de outros homens e mulheres iniciados/as. Esta Obediência maçónica, em contraste com outras Obediências maçónicas que só operam com base numa jurisdição estadual regional ou de âmbito nacional, insere-se no quadro das Ordens globais sendo uma fraternidade universal com um organismo em cada um dos países em que opera. Em Portugal, esse organismo é uma Federação

## Resumo histórico daOrdem Maçónica Mista Internacional -- "Le Droit Humain"emPortugal
A Ordem Maçónica Mista Internacional - "Le Droit Humain" teve três fases da sua existência e desenvolvimento em Portugal.
A primeira fase histórica é a da 1ª República na qual foi liderada por Adelaide Cabete, grande lutadora e ativista pela defesa dos Direitos das Mulheres, pela causa da Igualdade entre os Homens e as Mulheres e pelo ideal republicano como forma de governo.
Teve vida curta, de 1881 a 1885, a primeira Loja Feminina de Adoção em Portugal, na sequência de uma atribulada vida maçónica sob a vigência do G.O.L.U. - Grande Oriente Lusitano Unido, agora designado como  Grande Oriente Lusitano (G.O.L.)  . Mais tarde, em 1904 , esta Obediência volta a criar Lojas Femininas praticando o Rito de Adoção e surgem assim as Lojas Humanidade e 8 de Dezembro.
Após o reconhecimento, em 1907, destas Lojas Femininas em igualdade com as Masculinas, é iniciada em 1907 na agora R∴L∴ Humanidade, Adelaide Cabete, recebendo assim esta R∴L∴, em 1909, a Carta patente do Soberano Grande Capítulo de Cavaleiros Rosacruz, carta esta que lhe confere igualdade entre esta R∴L∴ e as masculinas, para que as suas integrantes prossigam nos Altos Graus do Rito Moderno ou Francês.
Após sucessivos afastamentos e recomeços, e apesar de várias manifestações de solidariedade por algumas Lojas masculinas, o G.O.L.U. – Grande Oriente Lusitano Unido –, em 1923, retira a igualdade de tratamento ao ser-lhe exigido que a R∴L∴ Humanidade ficasse apenas como Loja de Adoção, isto é, sem os plenos direitos que antes detinha em igualdade com as Lojas masculinas.
Adelaide Cabete, então Venerável Mestre da R∴L∴ Humanidade (exclusivamente feminina) e que se encontrava até então dentro da estrutura do G.O.L.U. - Grande Oriente Lusitano Unido, mas que se retirou do mesmo depois de ter sido despromovida, pede ao Supremo Conselho Universal Misto "Le Droit Humain" e à Ordem Maçónica Mista Internacional -- "Le Droit Humain" a filiação desta R∴L∴ o que vem a suceder ainda nesse ano de 1923 .
Tradução de um extrato da carta de Autorização da Loja Humanidade:
Zenite de Paris, 24 de Maio de 1923 Era Vulgar
Eu, abaixo assinado, Grão-Mestre, Presidente do Supremo Conselho Misto Internacional "Le Droit Humain", confiro à Muito Cara e Venerável Cavaleira Adelaide Cabete, 18º, o poder de proceder à instalação a Oriente de Lisboa (Portugal) da Respeitável Loja  "Le Droit Humain" nº 776 "Humanidade".
________________________________________________________________________________________________________________________
Depois desta rutura e com a admissão na Ordem Maçónica Mista Internacional - "Le Droit Humain", Adelaide Cabete em conjunto com outros Irmãos e outras Irmãs, embora lutando sempre com dificuldades de local de reunião, continuou perseguindo tenazmente o seu objetivo de criar uma Federação autónoma em Portugal. Assim, criou pelo menos mais três Lojas:
- R∴L∴ "Humanidade" a Oriente de Lisboa;
- R∴L∴ "Fiat Lux" a Oriente de Lisboa;
- R∴L∴ "Trindade Leitão" a Oriente de Alcobaça.

Criou ainda dois Triângulos maçónicos, embriões de futuras Lojas, o Triângulo "Solidariedade" a Oriente de Beja e o Triângulo "Amaia" a Oriente de Portalegre, bem como duas Lojas de Altos Graus do R.E.A.A. (Rito Escocês Antigo e Aceite), um Capítulo "Humanidade" e o Areópago "Teixeira Simões", ambos a Oriente de Lisboa, dando assim origem à Jurisdição Portuguesa de que foi Presidente até 1935. Esta organização contou, para além desta ilustre Irmã, com grandes nomes do seu tempo, como Ana de Castro Osório.
Depois da Revolução de 28 de Maio de 1926 e com a instauração do Regime ditatorial do Estado Novo o Direito Humano desaparece em Portugal, devido à proibição durante o Estado Novo das Sociedades ditas "Secretas" , traduzida em legislação pela Lei n.º 1901, de 21 de Maio de 1935, proposta por José Cabral, antigo iniciado na Maçonaria e que havia aderido à União Nacional, depois de militar entre os integralistas lusitanos e os nacional-sindicalistas liderados por Rolão Preto, estes últimos simpatizantes do nacional-socialismo de Hitler.
Esta lei forçou a Maçonaria à clandestinidade e, frequentes vezes, à prisão ou ao exílio políticos, tendo vários membros de Ordens maçónicas sido presos políticos, não só por serem Maçons, mas porque muitos deles também foram corajosos resistentes políticos antifascistas. Adelaide Cabete, que nunca chegou a ser presa, continuaria até ao fim da sua vida a lutar pelos seus ideais, criando diversas associações, participando em congressos e publicando numerosos artigos em revistas.
Com o 25 de Abril de 1974 e depois de restituída a Liberdade de Associação em Portugal, nomeadamente a Maçónica, com a revogação da Lei n.º 1901, é criada em 1980 por um grupo de profanos que foi iniciado, uma nova R∴L∴ a Oriente de Lisboa, a que deu o nome de "Humanidade" em homenagem à criada em 1923. É de referir que ainda se encontravam vivas algumas Irmãs do período da 1ª República e da primeira fase da implantação em Portugal do Direito Humano.
Deu-se deste modo início a um novo ciclo, tendo sido criadas desde então em:
- 1983 a R∴L∴ "Fraternidade" a Oriente do Porto;
- 1984 a R∴L∴ "Athanor" a Oriente de Lisboa;
- 2000 a R∴L∴ "Liberalitas" a Oriente de Évora;
- 2002 a R∴L∴ "União" a Oriente de Alcobaça;
- 2003 a R∴L∴ "Gaia" a Oriente do Porto e a R∴L∴ "Adelaide Cabete" a Oriente de Braga

Existem, ainda três atelier de Altos Graus no Rito Escocês Antigo e Aceite, a saber:
- Loja de Perfeição "Sete Colinas";
- Capítulo "Rosa Lusitana";
- Areópago "Porto do Graal".

A Jurisdição Portuguesa foi então restabelecida em 1985, e teve desde 1998 um Delegado do Supremo Conselho, de nacionalidade portuguesa.
A terceira fase dá-se a partir da Convenção Internacional de 2007 em que é aceite a constituição da Federação Portuguesa da Ordem Maçónica Mista Internacional "Le Droit Humain" - O Direito Humano, fruto do trabalho organizativo dos últimos Conselhos da Jurisdição Portuguesa e do seu Delegado do Supremo Conselho e de todos os Irmãos e todas as Irmãs que a estes se associaram, tendo sido concedida a carta patente definitiva da mesma por parte do Supremo Conselho Internacional Misto no dia 8 de Dezembro de 2007.
Essa cerimónia, que teve lugar nas instalações novas e já definitivas em Lisboa, situadas na Avenida Almirante Reis, foi presidida pela Sereníssima Grão Mestre, Muito Poderoso Soberano Grande Comendador da Ordem Maçónica Mista Internacional - "Le Droit Humain" a Muito Ilustre Irmã Danièle Juette e contou com a presença do Grão Mestre Adjunto, Poderoso Soberano Grande Comendador Muito Ilustre Irmão A. Ceruelo, além de Delegações dos seguintes Países: Áustria, Alemanha, Brasil e de três numerosas delegações de França, Itália e Espanha. Nesta cerimónia também estiveram o Sereníssimo Grão Mestre do  Grande Oriente Lusitano - Maçonaria Portuguesa, Muito Ilustre Irmão António Reis, e respetivos Grão Mestres Adjuntos, bem como a Grã-Mestre da Grande Loja Feminina de Portugal e respetiva Grã-Mestre Adjunta.
A sua primeira Convenção Federativa em Junho de 2008 elege o seu primeiro Conselho da Federação e o respetivo Presidente, o Irmão M.G., tendo por essa altura sido elevado ao 33.º Grau, em Paris, o Delegado de então do Supremo Conselho de nacionalidade portuguesa, sendo o primeiro em Portugal com tal Grau, o Irmão J.G..
Na cerimónia do seu primeiro aniversário, no dia 8 de Dezembro de 2008, são assinados dois Tratados de amizade com o Grande Oriente Lusitano - Maçonaria Portuguesa e a Grande Loja Feminina de Portugal, unindo as três mais antigas Obediências de cariz liberal e adogmático em Portugal.
Em Outubro de 2010 parte para o Oriente eterno o primeiro Delegado do Supremo Conselho da Federação Portuguesa da Ordem Maçónica Mista Internacional - "Le Droit Humain", o Muito Ilustre Irmão J. G. que foi, como já referido, o primeiro a ser elevado ao 33.º Grau de nacionalidade portuguesa.
Em 2011 levanta colunas a Oriente de Aveiro a R∴.L∴. "Estrela da Manhã" e na terceira Convenção Federativa de Junho de 2011 é eleito um novo Conselho da Federação e o respetivo Presidente, a Irmã F.P. (reeleita em 2014) . No final desse ano é apontada também uma Irmã como Delegado do Supremo Conselho da Federação Portuguesa da Ordem Maçónica Mista Internacional - "Le Droit Humain", sendo o segundo de nacionalidade portuguesa, a Muito Ilustre Irmã M.G.G..
Em 2017, no decorrer da X Convenção Nacional (2017), é eleita a nova Muito Respeitável Presidente do Conselho Nacional, a Irmã R.R e respetivo Conselho Nacional.
A Federação alargou-se entretanto, com a criação de mais duas Lojas a Oriente de Lisboa:
- R∴L∴ "Liberdade"
- R∴L∴ "Luz e Esperança

Em 2021 foi eleito, na XIV Convenção Nacional, um novo Conselho Nacional da Federação Portuguesa, presidido pela Muito Respeitável Irmã C.A..

## Ligações externa
- Ordem Maçónica Mista Internacional Le Droit Humain - Federação Portuguesa